# Jo Van Overberghe
Jo Van Overberghe (Deinze, 26 november 1963) is een voormalig Belgisch volksvertegenwoordiger.

## Levensloop
Van Overberghe studeerde in 1988 af als licentiaat in de rechten aan de Rijksuniversiteit Gent. Hij ging aan de slag als advocaat en richtte in 1992 een eigen kantoor op in Deinze.
Hij trad tevens toe tot de christendemocratische CVP en kwam voor deze partij in april 1998 in de Kamer van volksvertegenwoordigers terecht als opvolger van Tony Van Parys, die tot justitieminister was benoemd. Van Overberghe vertegenwoordigde de kieskring Gent-Eeklo en zetelde in de Kamer tot aan de verkiezingen van juni 1999. Hij had er zitting in de commissies Justitie en Handels- en Economisch Recht. In juni 1999 stond Van Overberghe als eerste opvolger op de lijst, maar hij keerde niet meer terug in de Kamer.